# 大野町 (愛知県知多郡)
大野町（おおのまち）は、かつて愛知県知多郡に存在した町。現在の常滑市北部に該当する。
伊勢湾に面する知多半島西側、矢田川の河口部に築かれた町であり、かつては大野湊（おおのみなと）と呼ばれて繁栄した。大野海水浴場は古くからの潮湯治の場であり、「日本最古の海水浴場」とされることもある。

## 歴史
平安時代頃、伊勢湾に注ぐ矢田川や前山川などの下流部である大野谷には、「大野庄」という荘園が存在した。「大野庄」は現在の常滑市北部・知多市南部・阿久比町西部一帯と推測される。1350年（観応元年 / 正平5年）には一色範光が大野城を築き、大野庄は伊勢湾の海運で栄えた。戦国時代のこの地域は佐治氏が支配していた。
江戸時代のこの地域は尾張藩領であり、大野湊は知多半島有数の港として繁栄した。1672年（寛文12年）には江戸に向けた廻船が63あり、正徳年間（1711年-1716年）には大坂に向けた廻船もあったことが記録に残っている。しばしば尾張藩の藩主も大野に潮湯治に訪れており、その際には代官を務めた平野家（大野御殿）に泊っている。
近世から近代の大野は大野鍛冶でも知られており、元禄年間（1688年-1704年）には185人もの鍛冶職人がいた。船鍛冶と農具鍛冶に分かれる大野鍛冶は、尾張国のみならず三河国や遠江国まで足を運んだ。天保年間（1830年-1844年）の大野では時計製造や酒造業も行われていた。大野海水浴場は江戸時代末期から明治時代に刊行された『尾張名所図会』にも描かれている。
明治期や大正期には、武豊港や国鉄武豊線の影響で知多半島東岸では工業が発達し、愛知電気鉄道常滑線の影響で知多半島西岸では観光業が発達した。1874年（明治7年）には大野郵便局が開設されたが、当時の知多半島では横須賀郵便局と亀崎郵便局と合わせて3つしかない郵便局の一つだった。戦前の大野は海水浴客などで栄えていたが、戦後には内海町の内海海水浴場など新興観光地に客を奪われた。

### 年表
- 1878年（明治11年）12月28日 - 大野村、榎戸村、西之口村、蒲池村が合併して大野村となる。
- 1883年（明治16年） - 大野村が大野村、榎戸村、西ノ口村、蒲池村に分割される。
- 1889年（明治22年）10月1日 - 町村制の施行により、知多郡大野町が発足する。同村以外は合併して鬼崎村（後の鬼崎町、現在の常滑市）の一部となる。
- 1954年（昭和29年）4月1日 - 常滑町、大野町、西浦町、鬼崎町、三和村が合併し市制施行、常滑市が発足する。

## 交通

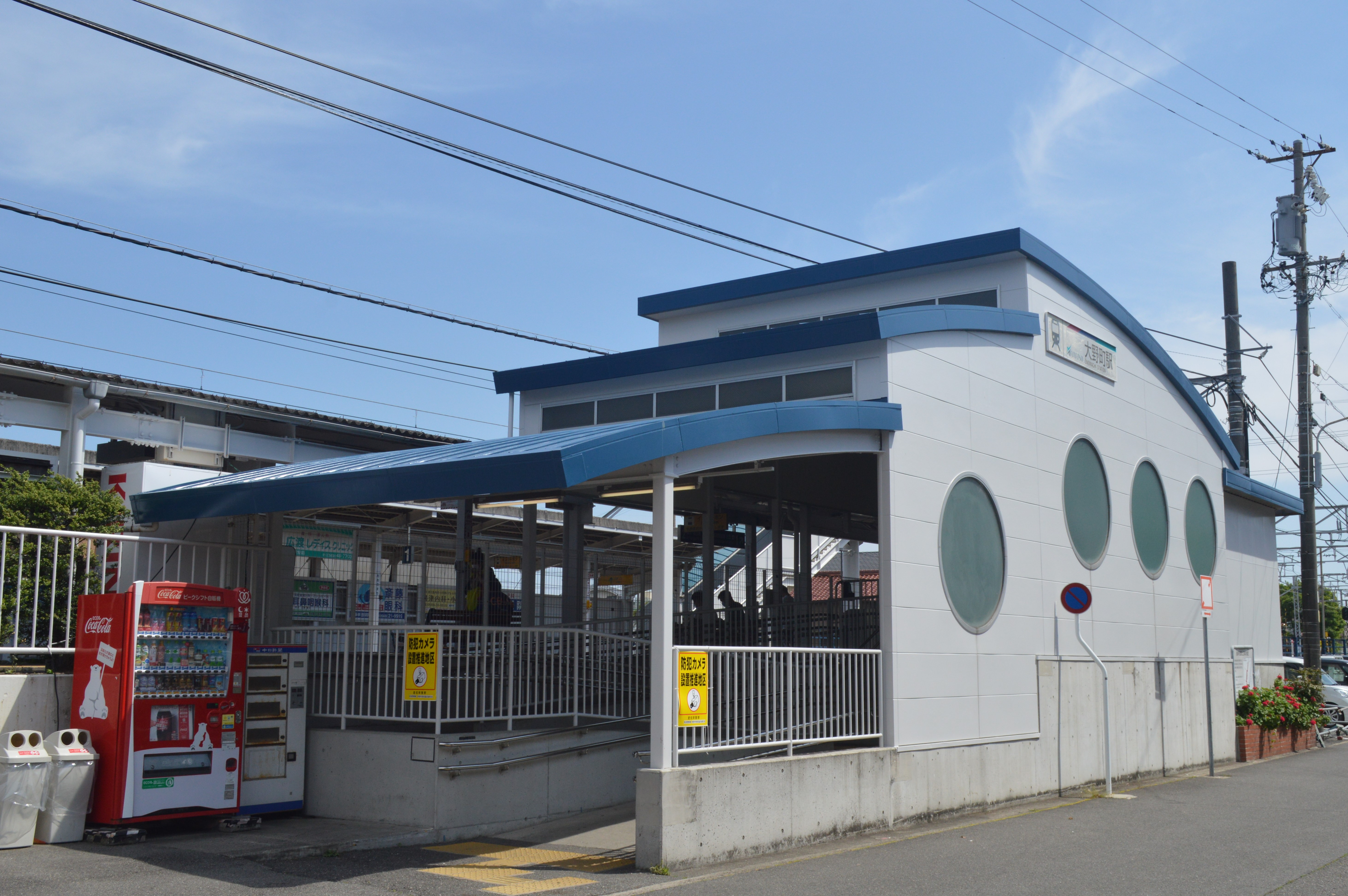
名鉄常滑線大野町駅

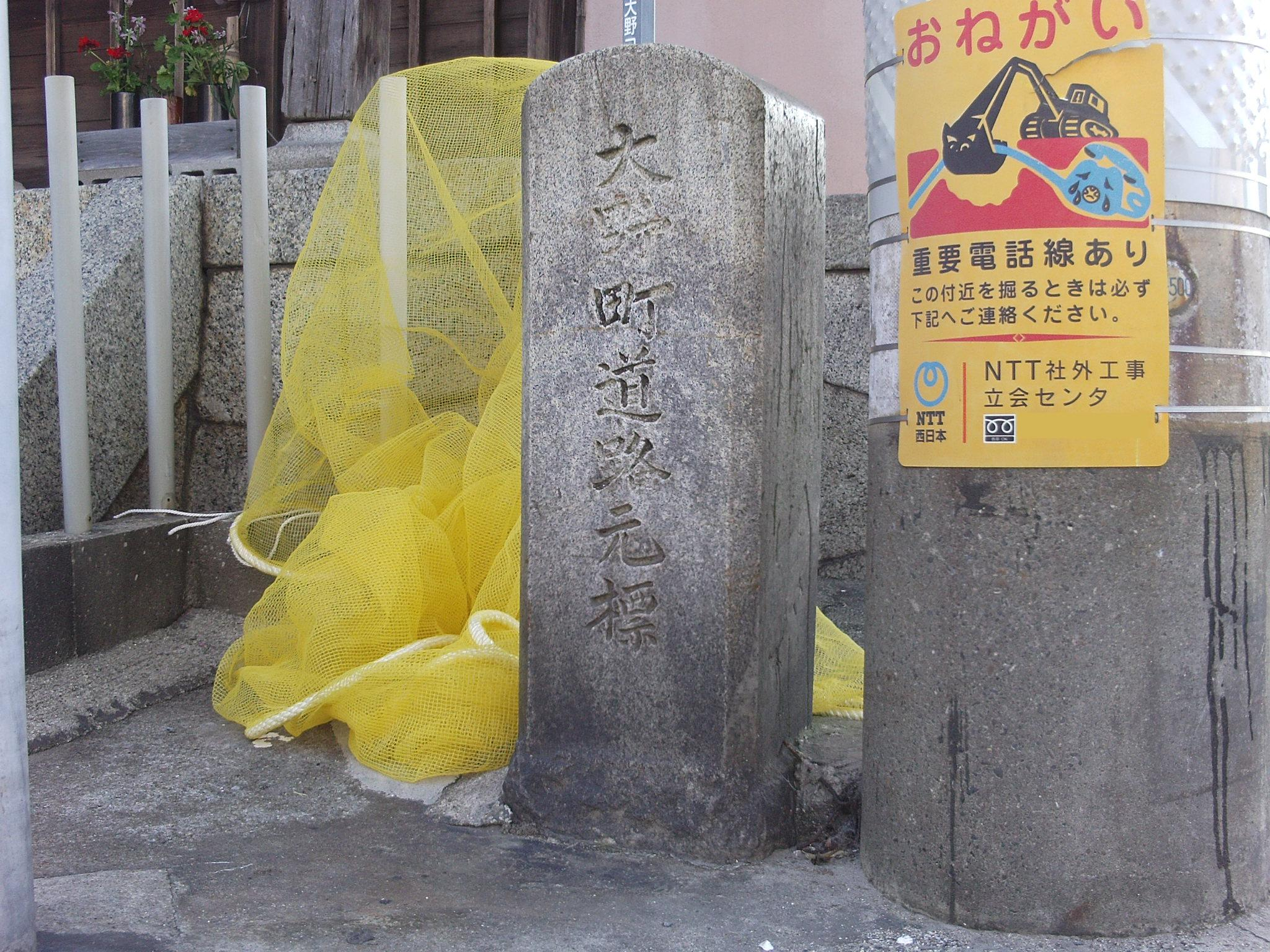
大野町道路元標

### 鉄道
- 名鉄常滑線大野町駅
1912年（明治45年）には愛知電気鉄道常滑線の伝馬町駅＝大野町駅間が開業。1913年（大正2年）には大野町駅＝常滑駅間も開業し、神宮前駅＝伝馬町駅間も開業したことで、神宮前駅と常滑駅が鉄道で結ばれた。愛電は観光客の誘致を目的として、大野町に海水浴場を開設している。1935年（昭和10年）には常滑線が名古屋鉄道の路線となった。
特急の終点が常滑であった頃は、神宮前を出ると、常滑線内では、太田川、尾張横須賀とともに、本駅と、わずか３駅のみ停車し、文字通り常滑の玄関口の地位を担っていたといえるが、相対的な利用客の減少により急行停車駅に格下げとなった。

### 道路
- 国道155号
- 常滑街道（知多街道）
大野町には常滑と名古屋を結ぶ常滑街道が通っている。

## 娯楽
- 中之島映画劇場
- 大野劇場
昭和30年代の映画黄金期、大野町には映画館の中之島映画劇場と大野劇場があった。1960年（昭和35年）の常滑市にはこの2館のほかに、常滑日活（市場）、常滑キネマ（市場）、常滑映画劇場（前田町）、喜久乃世映劇（鬼崎町）があった[注 1]。

## 名所・旧跡

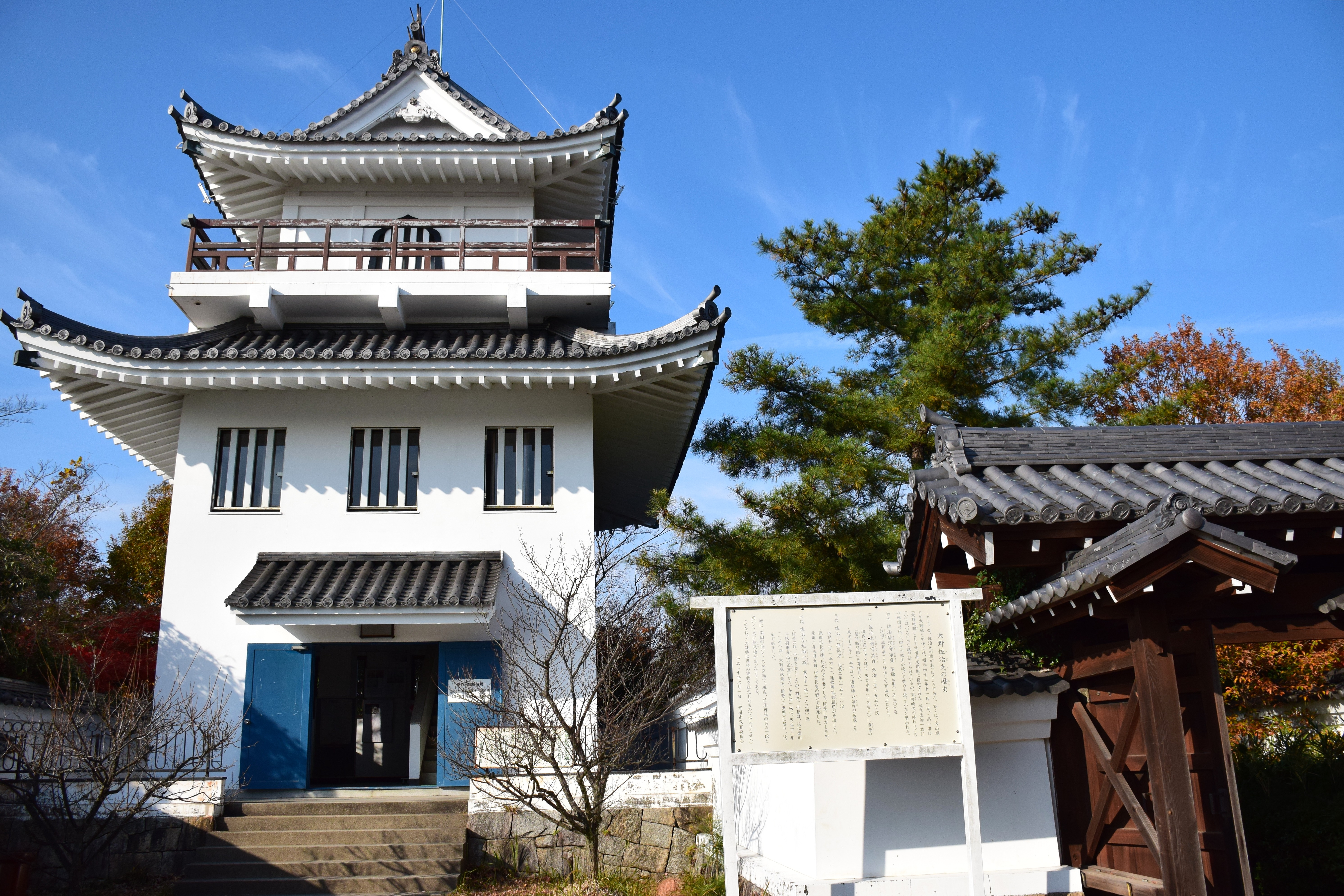
大野城模擬天守

- 斉年寺 - 曹洞宗の寺院。雪舟筆の「紙本墨画淡彩慧可断臂図」は国宝。佐治氏の菩提寺。
- 光明寺 - 浄土真宗東本願寺派の寺院。「阿弥陀如来像」や「法然上人絵伝」は常滑市指定文化財。
- 宝蔵寺 - 真言宗智山派の寺院。知多四国霊場第68番。
- 蓮台寺 - 知多四国霊場第67番。「聖観世音菩薩」は常滑市指定文化財。
- 海音寺 - 臨済宗妙心寺派の寺院。四国直伝弘法八十八ヶ所霊場第74番。「銅製鰐口」は常滑市指定文化財。
- 東龍寺 - 浄土宗西山深草派の寺院。四国直伝弘法八十八ヶ所霊場第73番。桶狭間の戦いや本能寺の変の際に徳川家康をかくまったとされる。
- 洞仙寺 - 徳川家康の伯母の於万の方とその夫小八郎の墓がある。
- 内宮御祭宮社 - 元伊勢の説がある。
- 小倉神社 - 大野村・小倉村の氏神。
- 風宮神社
- 江崎社
- 内宮御祭宮社 - 「かしら」は常滑市有形民俗文化財。
- 佐治神社 - 佐治氏を祀っている。
- 大野城址 - 模擬天守の展望台がある。

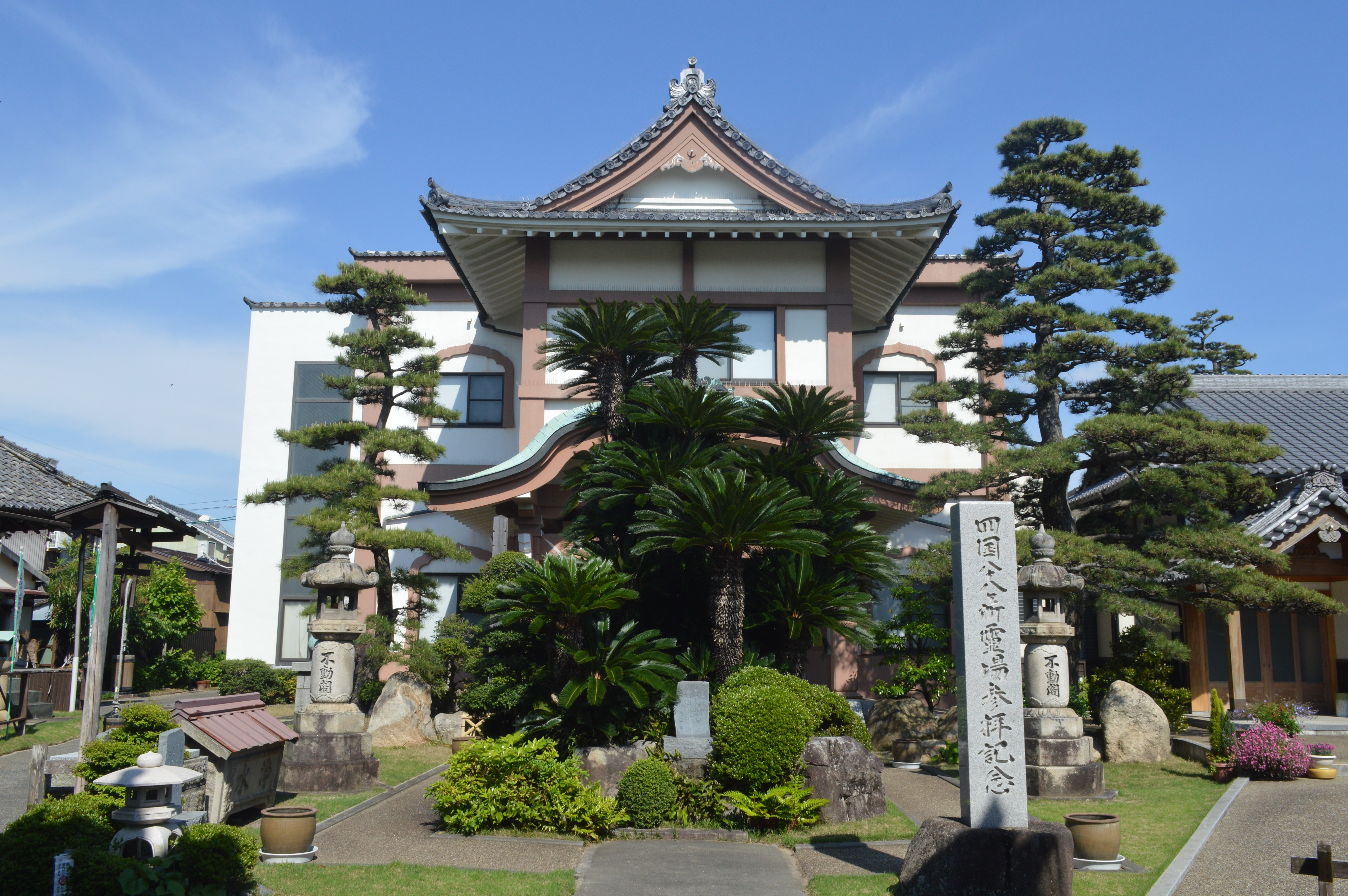
斉年寺
斉年寺の雪舟作『慧可断臂図』
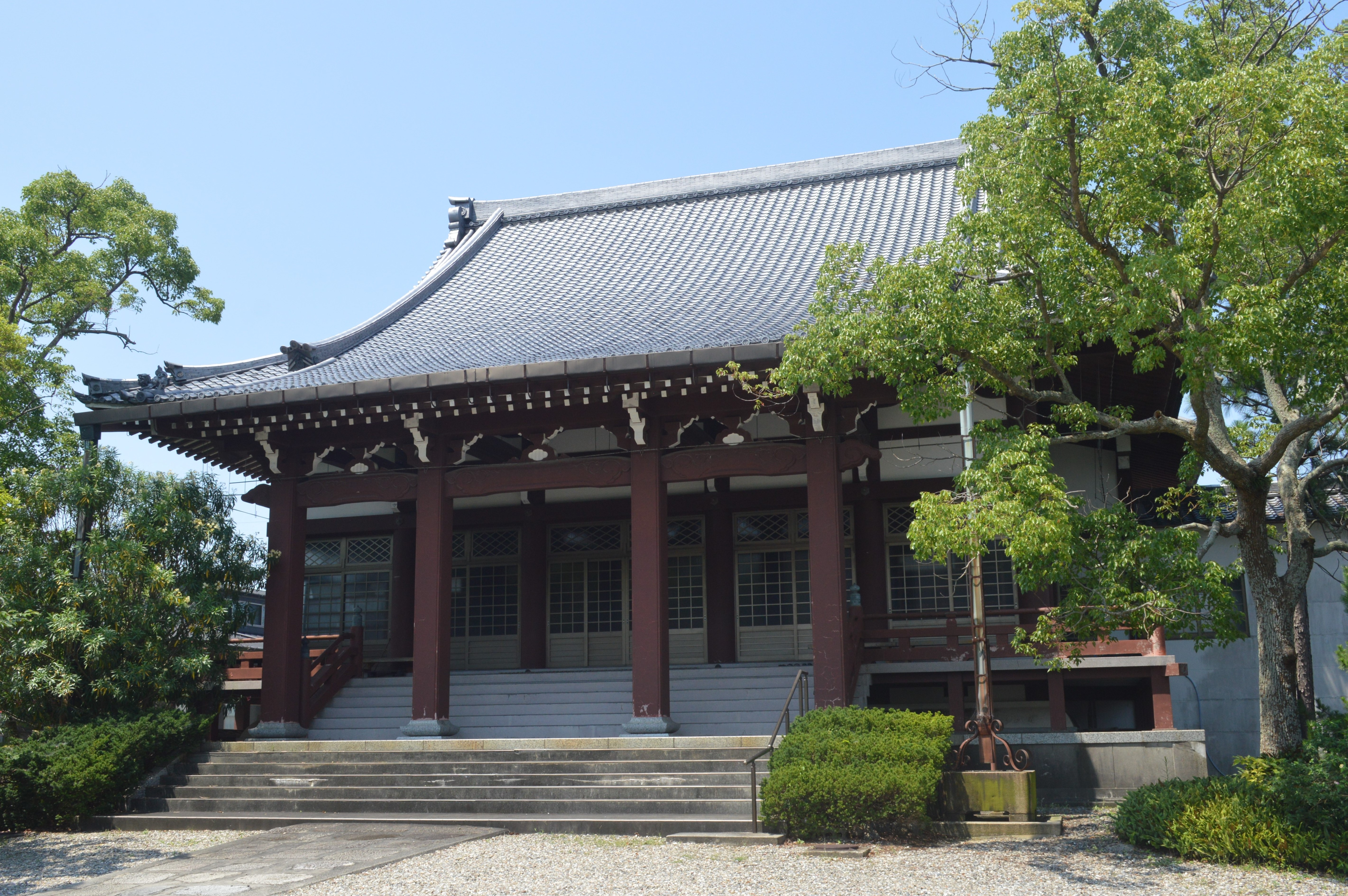
光明寺
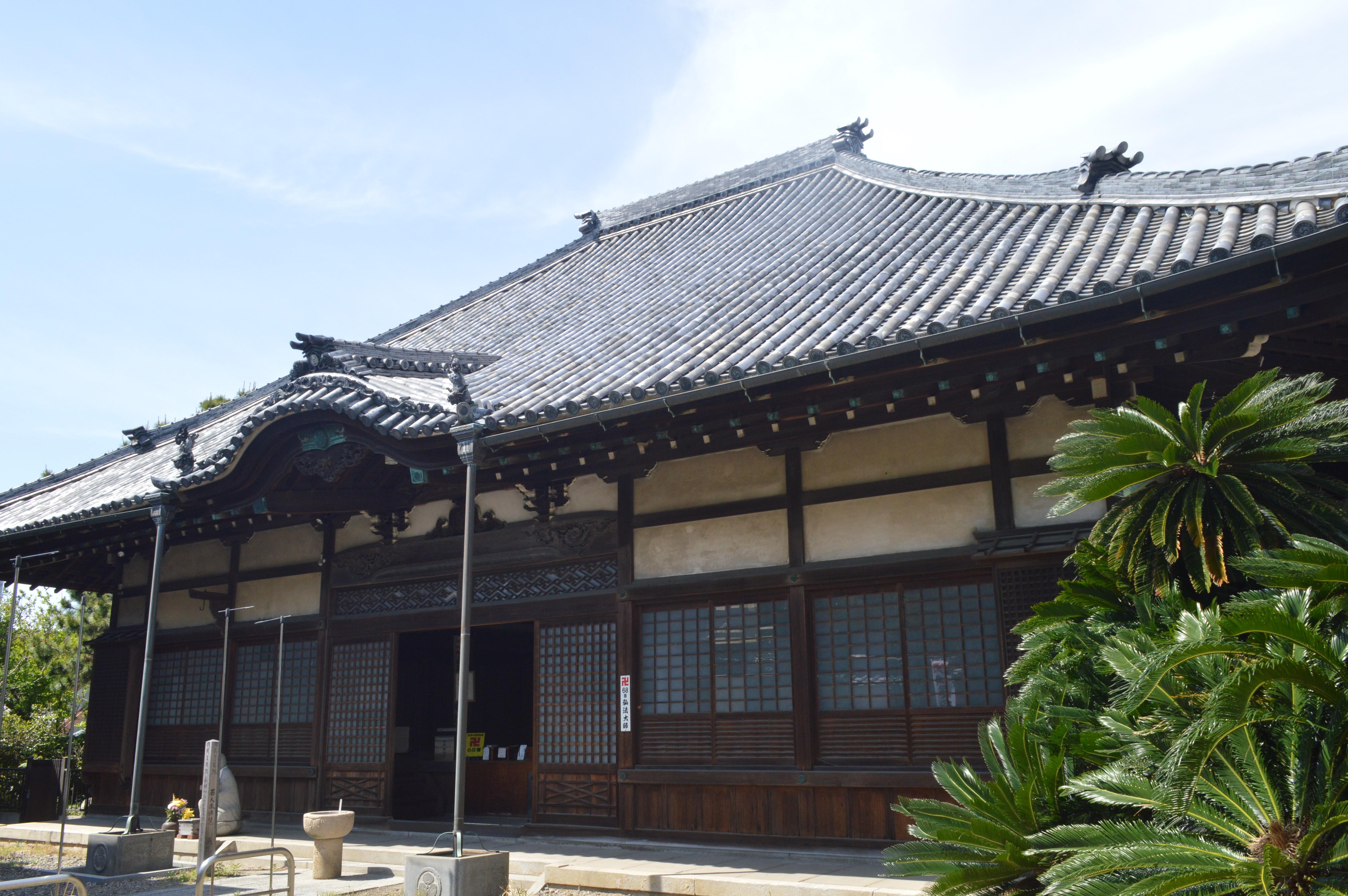
宝蔵寺
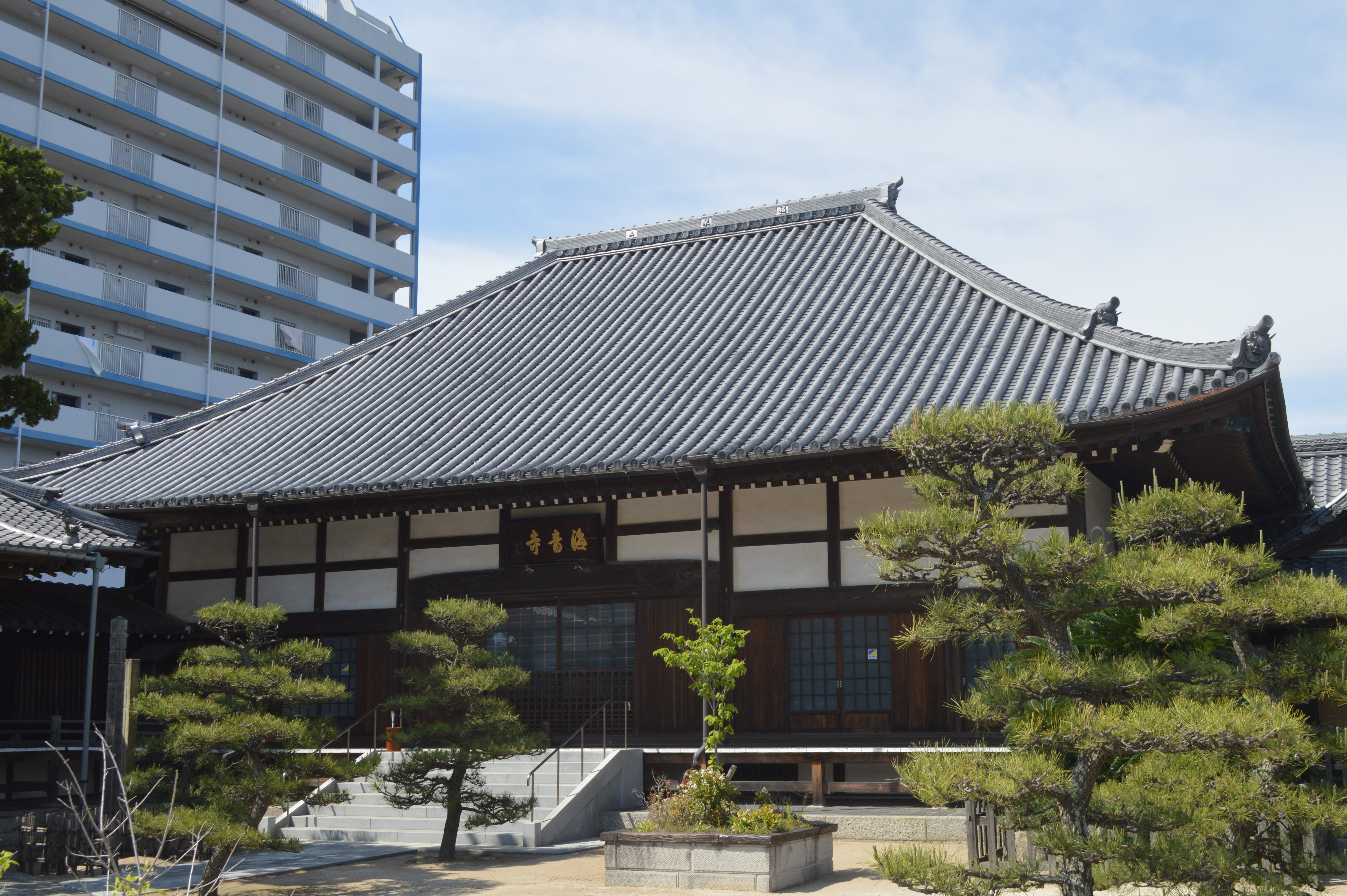
海音寺
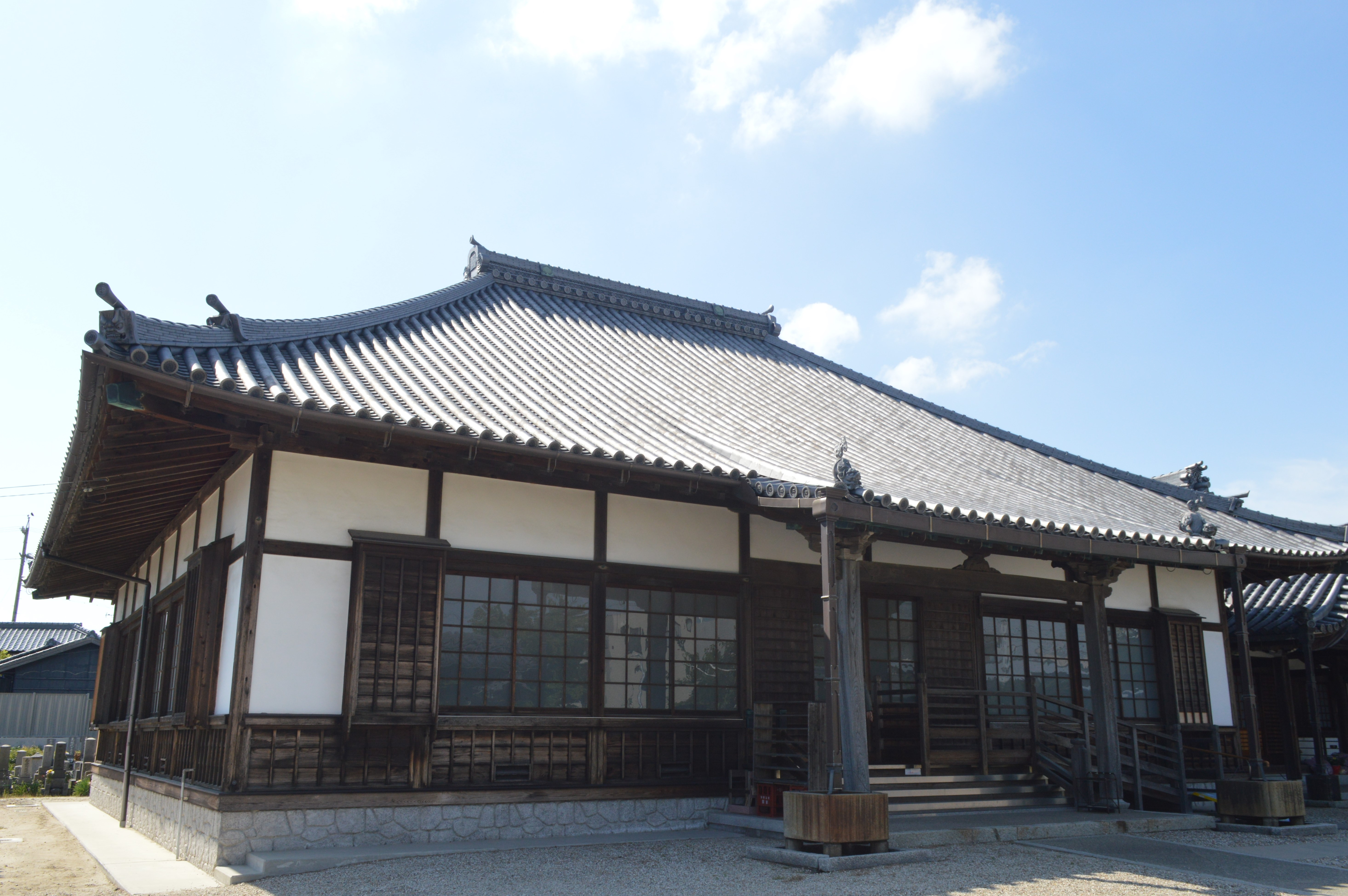
東龍寺

## 出身有名人
- 大政 - 大野湊出身の侠客。